# Croix des Troupes de Charles
La Croix des Troupes de Charles (en allemand : Karl-Truppenkreuz) est une distinction militaire austro-hongroise instituée le 13 décembre 1916 par l'empereur Charles Ier d'Autriche-Hongrie. La croix a été décernée jusqu'à la fin de la Première Guerre mondiale aux soldats de l'armée austro-hongroise, quel que soit leur rang, qui ont été au sein d'une unité combattante pendant au minimum 12 semaines et qui ont servi au front.
La médaille est faite de zinc et consiste en une croix pattée reposant sur une tresse de lauriers. L'avers porte l'inscription latine « GRATI PRINCEPS ET PATRIA, CAROLVS IMP.ET REX » (Le prince et la partie reconnaissants, Charles, empereur et roi). Le revers montre les couronnes impériales autrichienne et hongroise surmontant la lettre « C » (pour Charles) avec l'inscription « VITAM ET SANGVINEM » (sa vie et son sang) ainsi que la date MDCCCCXVI (1916). Le dessin est basé sur le dessin de la croix de l'armée de 1813-1814 (généralement connue sous le nom de Croix du canon).
La croix était portée sur le côté gauche de la poitrine à l'aide d'un ruban rouge rayé rouge et blanc sur chaque côté.
Un total de 651 000 médailles a été décerné. 
-Il serait interessent de savoir si elle a aussi été distribuée aux sujets de l'empire austro-hongrois incorporés par exemple dans les royaumes de Lodomérie, et de Galicie/Ukraine occidentale ?

## Récipiendaires
- Stephanie Hollenstein

## Sources
- (en) Cet article est partiellement ou en totalité issu de l’article de Wikipédia en anglais intitulé « Karl Troop Cross » (voir la liste des auteurs).
- Johann Stolzer, Christian Steeb, Österreichs Orden vom Mittelalter bis zur Gegenwart, Akademische Druck- und Verlagsanstalt Graz, 1996  (ISBN 3-201-01649-7).